# Fendi
Fendi è un marchio italiano del lusso, fondato come casa di moda a Roma nel 1925 da Edoardo Fendi e Adele Casagrande. L'azienda disegna, produce e distribuisce pelletteria, scarpe, accessori, abbigliamento, orologi, complementi di arredo e accessori decorativi di lusso. Dal 2001 Fendi fa parte della divisione “Fashion & Leather Goods” del gruppo francese LVMH. La sua sede è a Roma, nel Palazzo della Civiltà Italiana.

## Storia

### Gli inizi

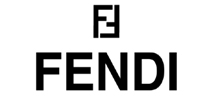
L'iconico logo Fendi con la doppia F, che sta per “Fun Furs”, disegnata da Karl Lagerfeld nel 1966.

Nel 1918 Adele Casagrande (1897-1977) apre il suo negozio di borse e laboratorio di pellicceria in via del Plebiscito a Roma. L'azienda prende l'attuale nome nel 1925, a seguito del matrimonio con Edoardo Fendi (1904-1954).
Nel 1932 Adele ed Edoardo Fendi aprono una boutique in via Piave dove vendono la collezione Selleria. Il nome Fendi è già affermato e la fama della bottega artigiana travalica i confini nazionali. Il negozio diventa una delle mete più ambite dai turisti stranieri in visita a Roma.
Nel 1946 i fondatori lasciarono il controllo dell'azienda alle figlie, le sorelle Fendi: Paola (1931-), Anna (1933-), Franca (1935-2022), Carla (1937-2017) e Alda (1940-). Ognuna di loro lavora in un ambito diverso (marketing, design, accessori, ...) e una delle prime decisioni che prendono è, nel 1965, coinvolgere nella creazione dei loro accessori l'emergente Karl Lagerfeld, che le accompagnerà in un sodalizio durato 54 anni.
Nel 1966 viene ideato da Lagerfeld il logo dell'azienda con la doppia F in versione quadrata che sarà in seguito oggetto di diverse reinterpretazioni. Sempre nel 1966 Fendi presenta la prima collezione di alta moda, espandendo i propri interessi nell'area degli Stati Uniti e del Giappone.
Nel 1969 è creata la prima linea commerciale di pellicceria e, negli anni successivi, di cosmetici e di accessori maschili.
Nel 1977 Fendi introduce per la prima volta l'abbigliamento, con una collezione ready-to-wear.

### Il successo degli anni ottanta

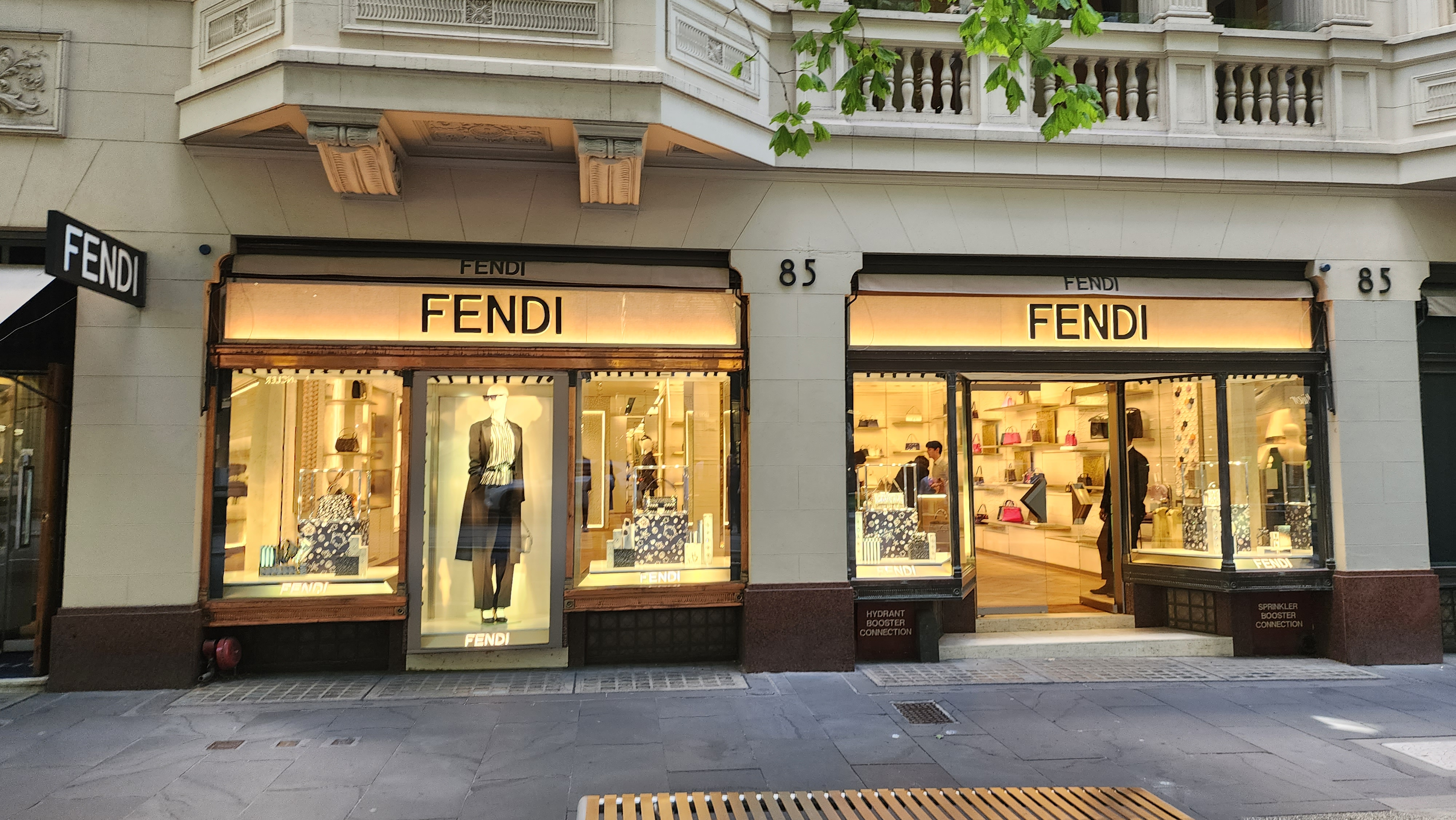
Negozio di Fendi a Melbourne in Australia

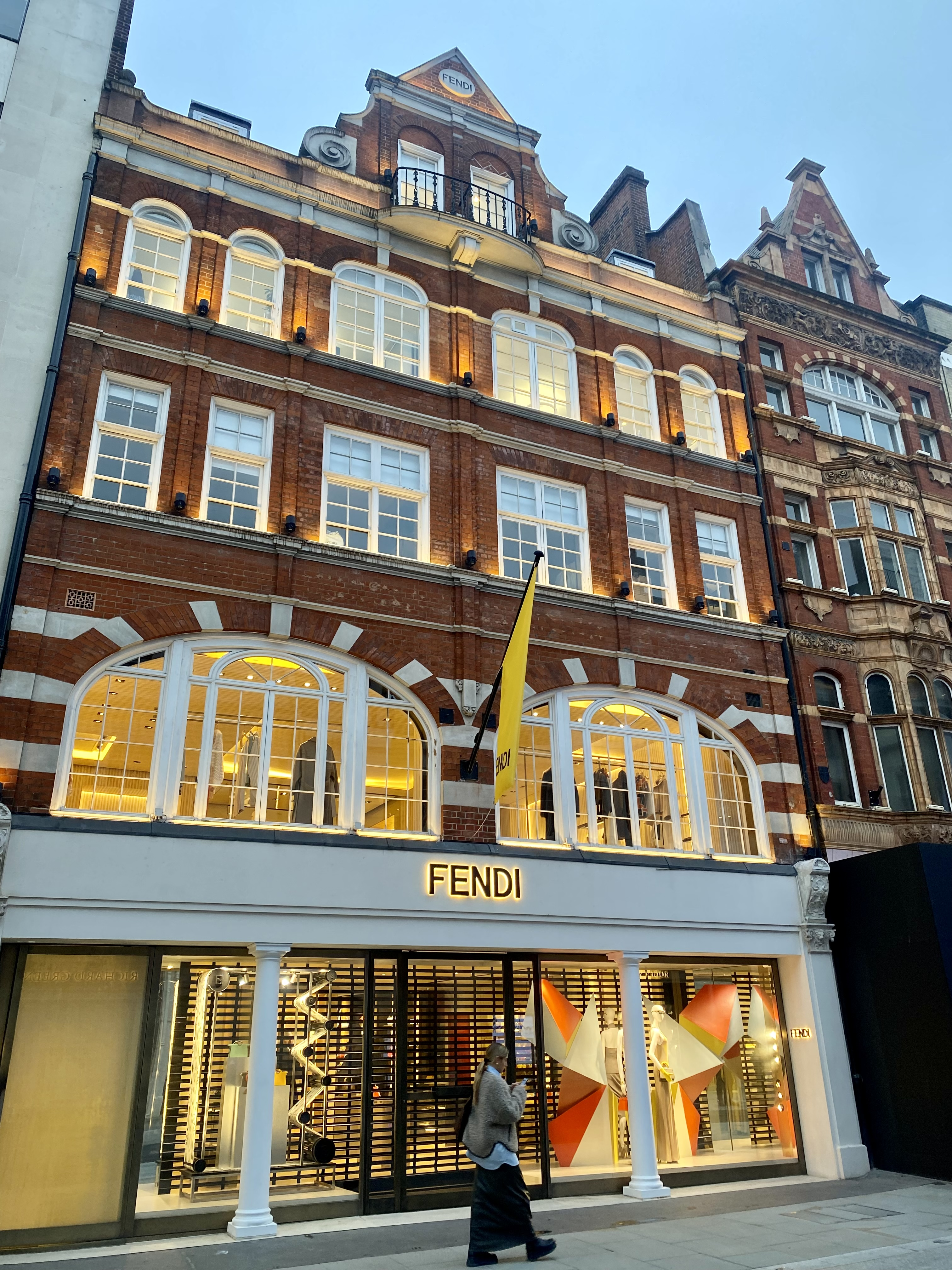
Fendi New Bond Street, Londra

Nel 1985 la Galleria Nazionale d'Arte Moderna e Contemporanea di Roma celebra i vent'anni di collaborazione tra Fendi e Karl Lagerfeld attraverso la mostra Un percorso di lavoro: Fendi. Karl Lagerfeld.
Negli anni ottanta l’azienda amplia la propria proposta di profumi (1985), occhiali, jeans e arredi per la casa (1987).
Nel 1989 viene inaugurata la prima boutique Fendi negli Stati Uniti, sulla 5th Avenue di New York.

### Gli anni novanta
Nel 1992 la figlia di Anna Fendi, Silvia Venturini Fendi, diventa direttore artistico degli accessori e co-designer della linea donna accanto a Lagerfeld; nel 1997 firma la borsa Baguette, modello iconico che batte ogni record di vendita e notorietà.
Nel 1994 Paola Fendi ha ceduto la presidenza dell'azienda alla sorella minore Carla.

### La vendita della quota di maggioranza
Fendi è stata un'azienda a conduzione familiare fino al 1999 quando Prada e LVMH, il più grande gruppo mondiale di beni di lusso, hanno unito le forze per acquistare il 51% di Fendi per 545 milioni di dollari; anche Gucci ha tentato l’acquisizione ma ha perso la gara.
Secondo i termini dell'accordo, Prada e LVMH erano obbligati ad acquisire qualunque combinazione di quote pari al 49% che le sorelle Fendi, ognuna proprietaria del 20% dell’azienda, avessero deciso di vendere.
L'etichetta ha perso circa 20 milioni di euro nel 2001 e altrettanti l’anno seguente. Nel 2002 Prada ha accettato di vendere la sua quota del 25,5% a LVMH per 265 milioni di dollari. Nel 2002 LVMH ha acquisito un ulteriore 15,9%. Carla Fendi, membro della famiglia fondatrice, ha continuato ad agire come presidente e proprietaria di minoranza fino al 2008.
Il 19 ottobre 2007 Fendi sceglie la Grande muraglia cinese per presentare la collezione primavera-estate e fa sfilare 88 modelle, in una sfilata che passa alla storia come una delle più scenografiche.
Nel 2009 Silvia Venturini Fendi crea la borsa Peekaboo, raggiungendo un successo paragonabile alla Baguette Bag.
Nel 2010 nasce l'etichetta Fendi Kids che debutta con la prima collezione under 14 nella Primavera/Estate 2011.
Nello stesso anno, Fendi Lancia una nuova fragranza – Fan di Fendi – prima di chiudere il settore profumi nel 2015.
Il capo stilista della linea donna Fendi è stato Karl Lagerfeld per 54 anni. Silvia Venturini Fendi è co-designer della linea donna dal 1994, direttrice artistica degli accessori e della linea uomo.

### Gli anni dieci

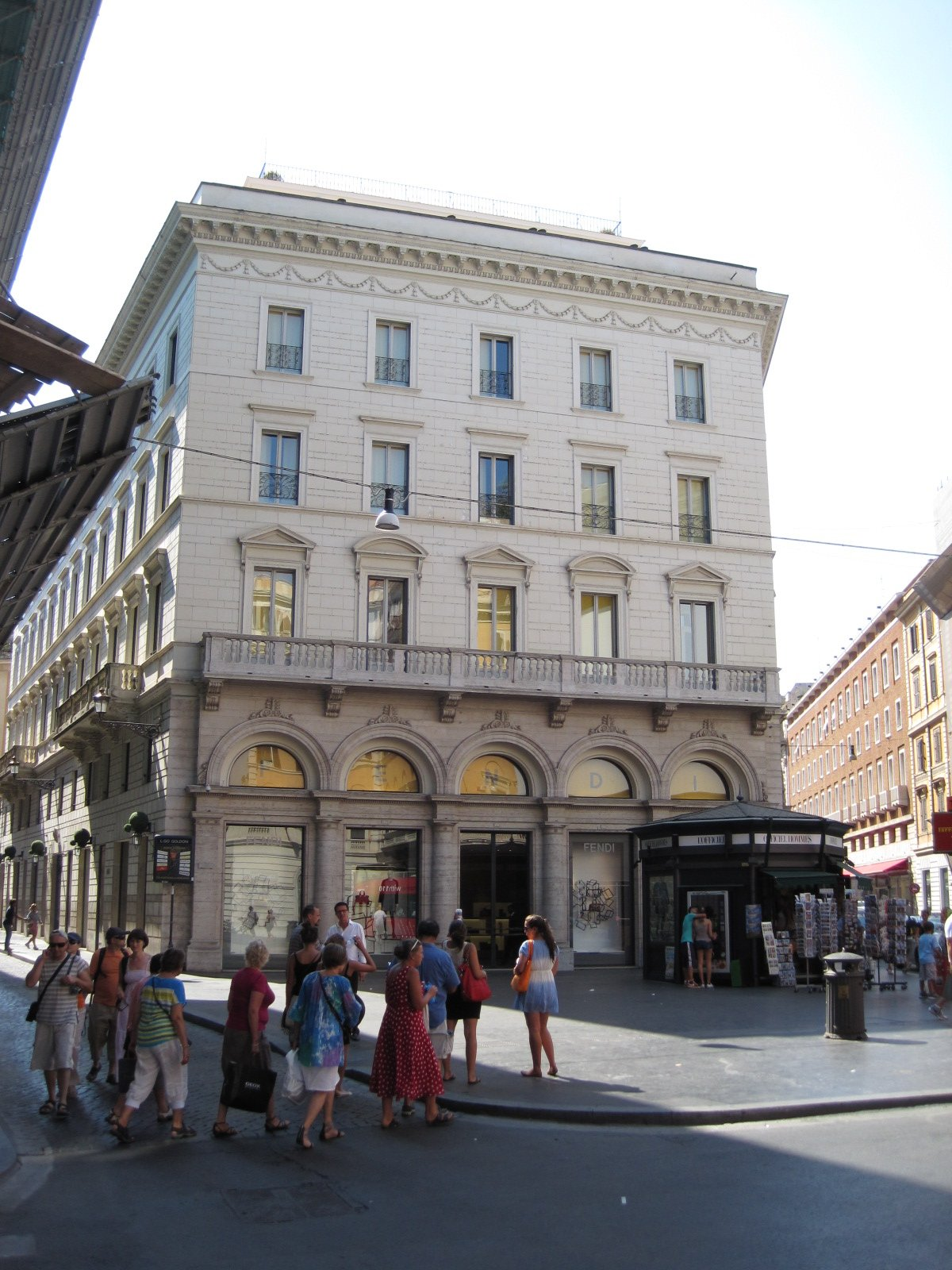
Fendi Roma Palazzo, boutique di Largo Goldoni

Nel 2015 per celebrare i cinquant'anni con Karl Lagerfeld Fendi ha organizzato nel 2015 al Théâtre des Champs-Élysées di Parigi la sua prima sfilata haute couture dedicata alle sue pellicce e ribattezzata, con un gioco di parole, Haute Fourrure. Viene lanciato il progetto Fendi for Fountains, che ha finanziato la restaurazione della Fontana di Trevi. Il marchio Fendi ha festeggiato i suoi novant'anni con una sfilata nella fontana di Trevi, a Roma, e una mostra al Palazzo della Civiltà Italiana, dove è stata inaugurata la nuova sede.
Nel 2016 viene inaugurato il Palazzo Fendi, un palazzo seicentesco nel Tridente, tra via Condotti e via del Corso, dove ha sede la più grande boutique romana; una parte del palazzo è dedicata all'ospitalità.
Nel 2018 Fendi ha superato 1 miliardo di euro (1,2 miliardi di dollari) di vendite annuali e gestisce una rete di 215 negozi monomarca.

### Sviluppi recenti
A settembre 2020 il designer inglese Kim Jones viene incaricato di assumere il ruolo di direttore artistico della collezione donna di Fendi, precedentemente occupato da Lagerfeld.
Nel 2021 Fendi termina la sua partnership con Safilo e fa un accordo con Thelios, un'altra società del gruppo LVMH, per creare, produrre e distribuire la sua collezione di occhiali.
Fendi Casa terminate la sua collaborazione con il licenziatario Luxury Living e ne inizia una con Design Holding, controllata da Investindustrial e The Carlyle Group, per creare Fashion Furniture Design (FF Design), produrre e distribuire col marchio Fendi Casa.

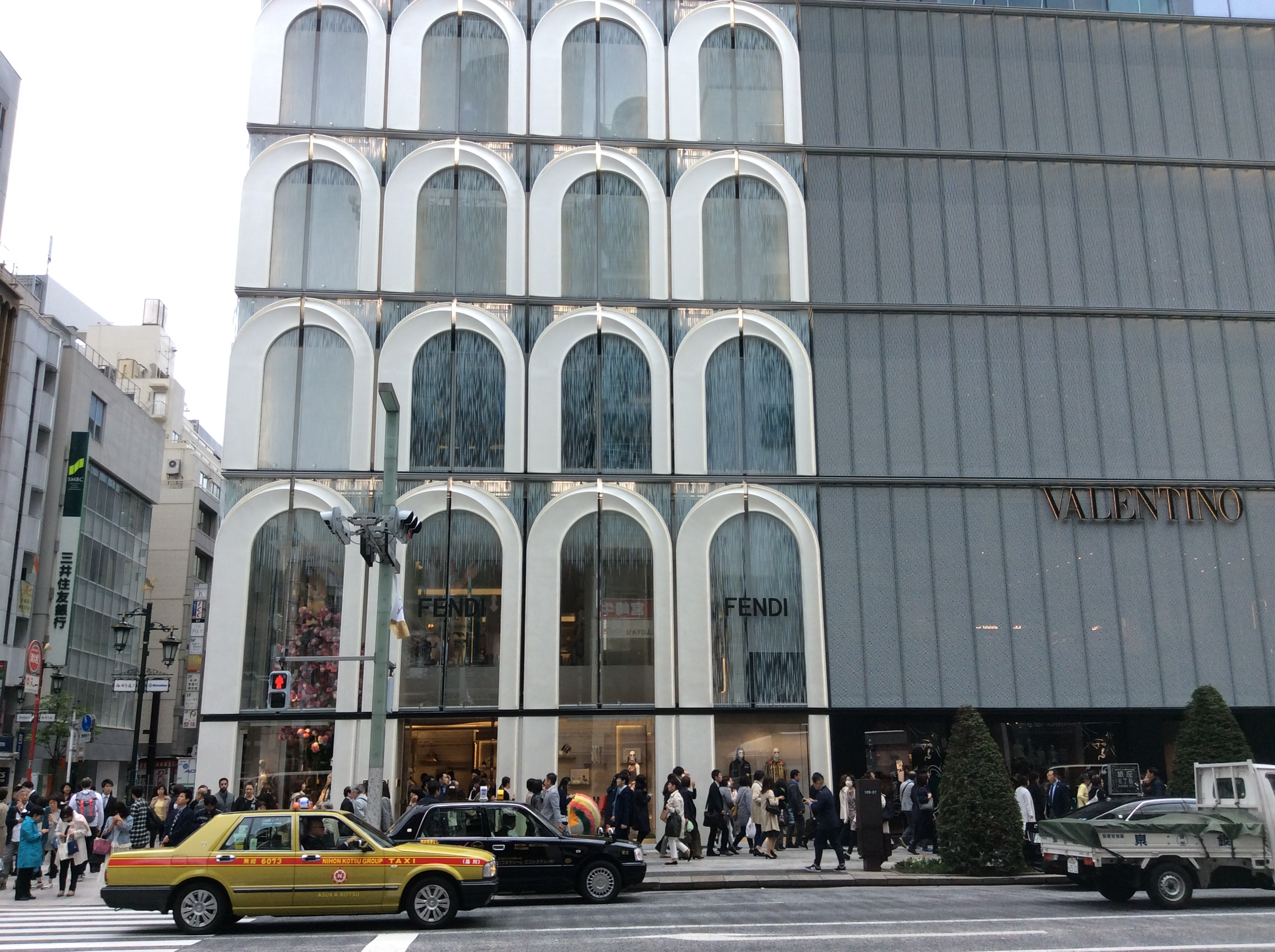
Store Fendi al GINZA SIX di Tokyo

## Direttori artistici
Il 19 febbraio 2019 scompare Karl Lagerfeld ed è Silvia Venturini Fendi che gli subentra per gestire sia la collezione uomo che la collezione donna.
Da settembre 2020 la collezione donna viene affidata a Kim Jones, già stilista per la collezione uomo di Dior, che viene nominato direttore artistico delle collezioni couture e prêt-à-porter donna della maison. Silvia Venturini rimane direttrice artistica degli accessori e della collezione uomo. La collezione di debutto di Jones è quella per l'autunno-inverno 2021/2022.
Nel 2021 Delfina Delettrez Fendi, figlia di Silvia Venturini Fendi, è stata nominata direttrice artistica della collezione gioielli.

## Fendi e il cinema
Spesso la casa di moda collabora con il cinema, ha infatti firmato gli abiti di scena per i cult C'era una volta in America, Evita e I Tenenbaum.
Molti registi famosi negli anni settanta scelgono le pellicce Fendi per i loro personaggi: Luchino Visconti, Federico Fellini, Franco Zeffirelli, Mauro Bolognini. Fendi ha vestito anche le dive del cinema: Sophia Loren, Diana Ross, Jacqueline Kennedy Onassis; Soraya, Liza Minnelli.

## Campagne pubblicitarie
Lo stesso Lagerfeld si è occupato degli scatti delle campagne pubblicitarie di Fendi fino alla sua morte. L'azienda ha poi lavorato con, tra gli altri, Nick Knight, Craig McDean  e Steven Meisel.

## Filantropia
Nel 2013 Fendi ha investito oltre 2 milioni di euro per sponsorizzare progetti tra cui la bonifica delle Quattro Fontane e il restauro della Fontana di Trevi a Roma.
Nel 2018 Fendi ha avviato una partnership con la Galleria Borghese per sostenere le mostre del museo per i successivi tre anni e nel 2019 ha investito 2,5 milioni di euro per restaurare il Tempio di Venere e Roma., il restauro è terminato nel 2021.

## Contraffazione
Fendi ha citato in giudizio Burlington nel 1986 per aver venduto borse contraffatte e ha intentato una nuova causa nel 2006 dopo aver concluso che la società stava violando l'ingiunzione. Nel 2010 un magistrato degli Stati Uniti ha obbligato Burlington a pagare a Fendi poco più di 5,6 milioni di dollari di danni, spese legali e costi per risolvere una controversia risalente al 1986 sulla presunta vendita di articoli in pelle contraffatti a marchio Fendi. Burlington ha successivamente accettato di pagare 10,05 milioni di dollari.
Sempre nel 2010, Fendi ha raggiunto un accordo di 2,5 milioni di dollari con l'ex società madre di Filene's Basement per risolvere le affermazioni di contraffazione.